# Луїс Лозовик
Луїс Лозовик (10.12.1892, 

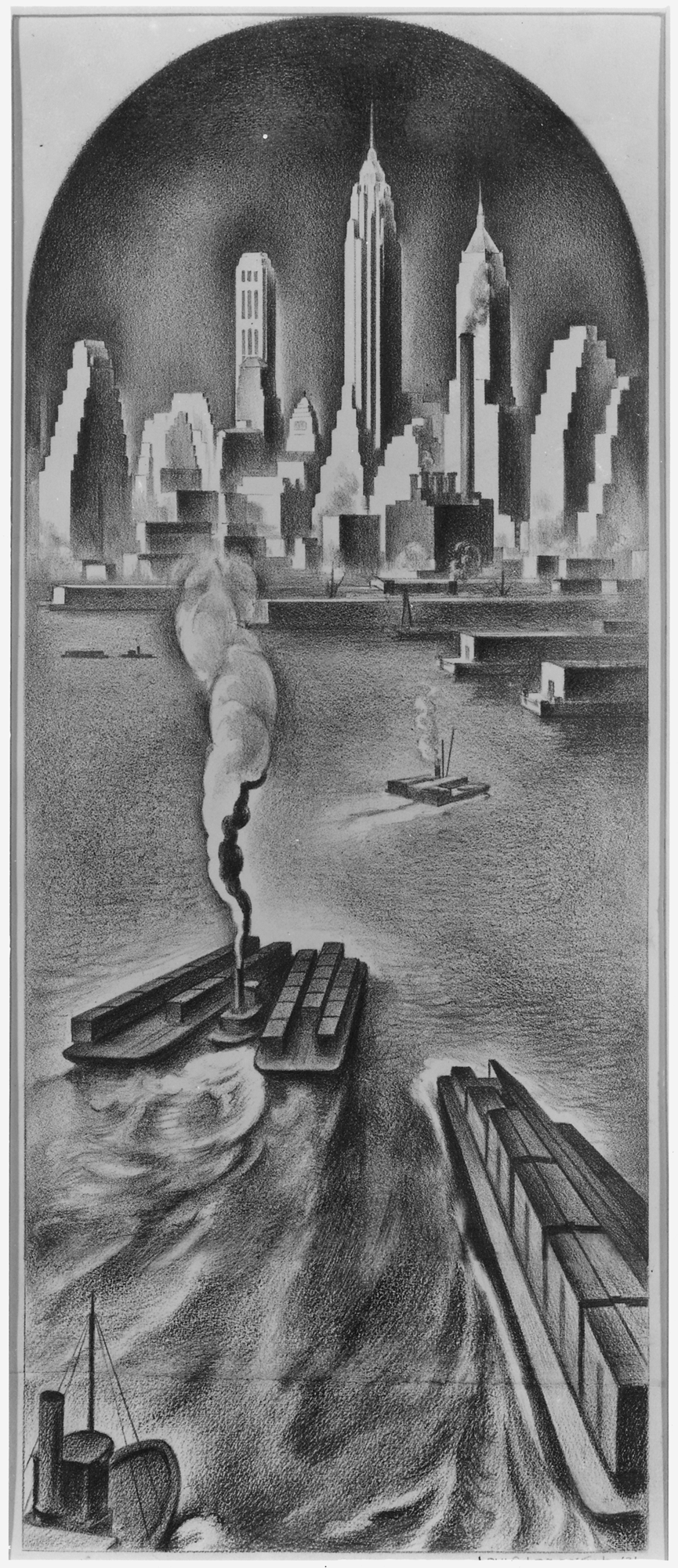
З творів Л.Лозовика

Людвинівка, Україна — 9.09. 1973, Нью-Джерсі, США) —  художник, графік, мистецтвознавець.

## Життєпис
Навчався майбутній митець у Київському художньому училищі (1906), Національній академії дизайну (Нью-Йорк). Тут одним із викладачів Л. Лозовика був І. Олинський – живописець і графік, емігрант з Єлизаветграда (донедавна Кіровоград, а тепер Кропивницький). Пізніше закінчив історико-філологічний факультет університету Огайо, слухав лекції в паризькій Сорбонні та берлінському університеті Фрідріха-Вільгельма.
1924 року Л. Лозовик повернувся до Америки й присвятив свою творчість оспівуванню заокеанської індустрії («Процвітання Америки», «Гудзонський міст», «Внутрішній світ Манхеттена», «Народження хмарочоса», «Шторм над Манхеттеном»). Митець став одним із ідеологів пропаганди урбанізму, світу індустрії та прогресу. Він закликав колег-однодумців увічнювати у своїх творах «небосяги Нью-Йорка, елеватори Міннеаполіса, сталеливарні заводи Піттсбурга, нафтові свердловини Оклахоми». Дослідники творчості Л. Лозовика наголошують, що митець завжди був вірним своєму прагненню фіксувати людський стан, відображати психологію жителя індустріальних міст-гігантів. Л. Лозовик створював ескізи декорацій до спектаклів на теми розвитку промисловості, мандрував по світу й читав лекції, присвячені розвитку американського мистецтва. Художник  влаштовував виставки (Європа та США), брав участь у бібліотечних та книжково-магазинних пропагандистських заходах, викладав техніку літографії у вишах.

## Творчий доробок
серія «Міста» (1920-і рр.); цикл «Машинні орнаменти» (1922–27); живопис – «Піттсбурґ» (1923), «Клівленд», «Детройт» (обидва – 1927); ескізи декорацій до вистави «Газ» Ґ. Кайзера (Театр Ґудмана у м. Чикаґо, 1926); літографії – «Висока напруга» (1928), «Танки», «Гудзонський міст» (обидві – 1929), «Фабричний канал», «Міська геометрія», «Автопортрет» (усі – 1930), «Нижній Мангеттен» (1936), «Чорний метелик» (1949), «Похмурі небеса» (1956), «Інтер’єр» (1973).

## Нагороди та відзнаки
Л. Лозовик був удостоєний численних нагород.
- премія Чиказького художнього інституту (1929).
- 1-а премія Міжнар. виставки естампа в Клівленді (1930)

## Інтернет-ресурси
- Louis Lozowick (Russian/American, 1892-1973) on artnet [Архівовано 21 грудня 2010 у Wayback Machine.]
- Examples of Lozowick's work
- Columbus Museum of Art [Архівовано 21 травня 2008 у Wayback Machine.] Web page on Lozowick's 1936 lithograph Lynching (click on picture for larger image)
- Louis Lozowick Papers At the Smithsonian's Archives of American Art [Архівовано 5 червня 2009 у Wayback Machine.]
- Comrades in Art:  Louis Kozowick